# Sphagnum ripense
Sphagnum ripense är en bladmossart som beskrevs av H. Crum och William Russell Buck 1992. Sphagnum ripense ingår i släktet vitmossor, och familjen Sphagnaceae. Inga underarter finns listade i Catalogue of Life.